# Jesse Jane

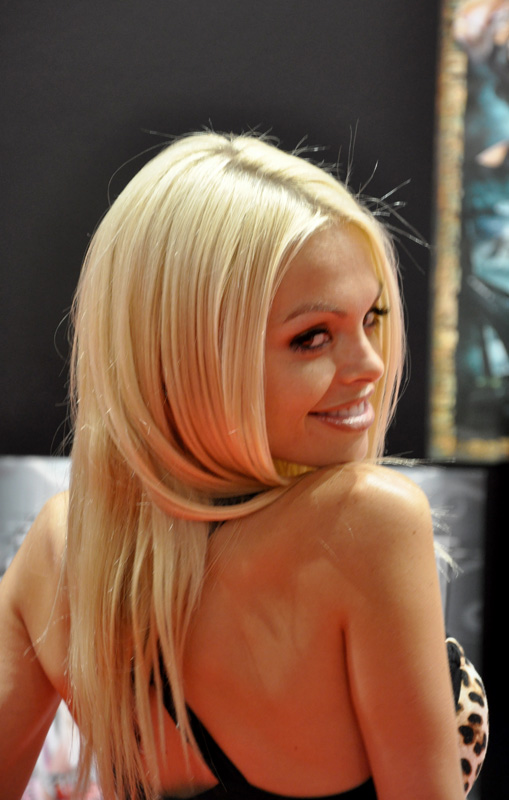
Jesse Jane em 2008

Cindy Howell, conhecida como Jesse Jane (Fort Worth, 16 de julho de 1980 – Moore, 24 de janeiro de 2024) foi uma modelo e atriz pornográfica norte-americana.

## Biografia
Jesse cresceu morando em bases militares do meio-oeste estadunidense e treinou dança até se tornar chefe de torcida do Varsity team em seu colégio Rose Hill, Kansas durante o segundo grau.

## Carreira
Antes de conseguir um papel em um comercial da rede de restaurantes Hooters, Jane já tinha trabalhado como modelo para lojas varejistas. Com o passar do tempo, foi crescendo dentro da Hooters e chegou ao cargo de coordenadora regional de treinamento. Mais tarde, decidiu seguir carreira em tempo integral como modelo de biquíni da marca Hawaiian Tropic.
Jane não embarcou na tendência do "valor do choque" que dominava a pornografia em meados dos anos 2000, segundo o jornal americano The New York Times. Ela assinou contrato exclusivo com a produtora de filmes adultos Digital Playground e atuou nos filmes Pirates (2005) e sua sequência, Pirates II: Stagnetti's Revenge (2008). Os filmes, que custaram respectivamente 1 milhão e 8 milhões de dólares para serem produzidos, estão entre as produções pornográficas de maior orçamento da história.
Em 2006, Jane e Kirsten Price se tornaram apresentadoras do Night Calls, o programa ao vivo de maior sucesso da Playboy TV. No mesmo ano, Jane também apresentou o AVN Awards.
A partir de 2007, Jane escreveu colunas sobre sexo para as revistas Chéri e Ralph. Ainda naquele ano, apresentou o programa Naughty Amateur Home Videos na Playboy TV, e o The New York Times noticiou que ela planejava refazer uma cirurgia de aumento de seios para se adaptar à qualidade dos filmes em alta definição. Em 2008, apresentou o F.A.M.E. Awards, além do XBIZ Awards em 2008 e 2011.
Por volta de 2010, Jane lançou sua própria linha de brinquedos eróticos. Em novembro do mesmo ano, foi eleita "Pet of the Month" da Penthouse australiana. Em 2013, voltou a apresentar o AVN Awards. Nos anos de 2011, 2012 e 2014, foi incluída pela CNBC na lista das 12 estrelas mais populares da indústria pornô.
Em 2017, Jane anunciou sua aposentadoria da indústria adulta, mas retornou brevemente em 2019 para gravar sua primeira cena interracial para o site Blacked.com.

### Cinema, TV e outras mídias
Jane foi uma das poucas estrelas do cinema adulto dos anos 2000 a conseguir fazer uma transição para papéis regulares na indústria filmográfica de Hollywood. Em 2003, ela fez uma participação não creditada em Baywatch: Hawaiian Wedding e apareceu no reality show Family Business.
No ano seguinte, fez uma ponta no filme Starsky & Hutch, apareceu na capa do álbum Desensitized da banda Drowning Pool, e também no clipe da música Step Up. Jane ainda fez uma participação especial na série Entourage da HBO e apareceu nos realities Bad Girls Club e Gene Simmons: Family Jewels.
Em 2009, foi destaque do documentário Porn: Business of Pleasure, onde teve sua carreira e vida pessoal exploradas no segmento final. Mais tarde, naquele mesmo ano, atuou no filme Middle Men. Em 2011, apareceu na comédia Bucky Larson: Born to Be a Star.

## Vida pessoal
Em 2000, Jane deu à luz um menino. Ela foi casada com o também ator porno Rick Roberts, Casaram-se em novembro de 2005. Eles viviam em Oklahoma City, Oklahoma.
Jane descreveu-se como bissexual. Em 2004, ela declarou no Howard Stern Show que teve uma histerectomia por um agora dormente câncer cervical.

### Morte
Ela foi encontrada morta com o namorado, Brett Hasenmueller, em sua casa em Moore, Oklahoma, em 24 de janeiro de 2024 aos 43 anos. De acordo com o TMZ, as autoridades encontraram Jesse e seu namorado com indícios iniciais sugerindo uma possível overdose de drogas como causa das mortes.

## Prêmios e indicações

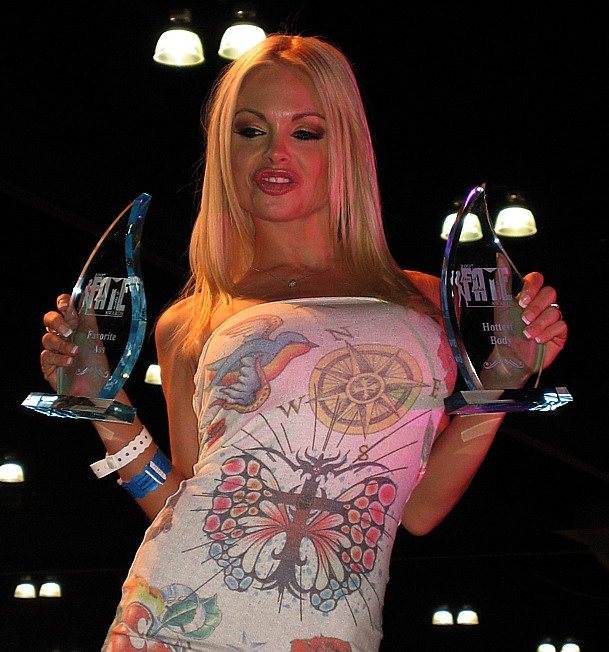
Jesse Jane com dois F.A.M.E. Awards em 2007.

- 2002 - American Dreams Pageant - Miss América Fotogênica
- 2003 - Nightmoves Adult Entertainment Awards Show - Prêmio de "Revelação do Ano (Editor's Choice)"[16]
- 2004 - Delta di Venere (Itália) Premiada como "Melhor Atriz Americana"[17]
- 2004 - CAVR (Cyberspace Adult Video Reviews) - Prêmio "MVP of the Year"
- 2004 - Venus Award Premiada como "Melhor Atriz EUA"[18]
- 2006 - Nightmoves Adult Entertainment Awards Show - Prêmio de Melhor Atriz (Editor's Choice)
- 2006 - FOXE Award - Prêmio de Female Fan Favorite[19]
- 2006 - Scandinavian Adult Awards - Prêmio de Best Selling International Star[20]
- 2006 - AVN Awards Prêmiada na modalidade Best All-Girl Sex Scene (Video) pelo filme Pirates (juntamente com Janine Lindemulder)[21]
- 2006 Nightmoves Entertainment Awards - Best Actress (Editor's Choice)[22]
- 2006 - F.A.M.E. Awards - Finalista na modalidade Bunda Favorita
- 2006 - F.A.M.E. Awards - Finalista na modalidade Hottest Body
- 2006 - F.A.M.E. Awards - Finalista na modalidade Atriz Favorita
- 2007 - F.A.M.E. Awards - Finalista na modalidade Seios Favoritos
- 2007 - F.A.M.E. Awards - Finalista na modalidade Atriz Favorita
- 2007 - F.A.M.E. Awards - Premiada na modalidade Hottest Body[23]
- 2007 - AVN Awards Premiada na modalidade "All-Girl Sex Scene (Video)" pelo filme Island Fever 4 (juntamente com Teagan Presley, Jana Cova e Sophia Santi)[24]
- 2007 - Exotic Dancer Awards - Premiada na modalidade Adult Movie Feature Entertainer of the Year[25]
- 2007 - Venus Award - Premiada na modalidade Melhor Atriz EUA[26]
- 2008 - F.A.M.E. Awards - Finalista na modalidade Atriz Favorita
- 2008 - F.A.M.E. Awards - Premiada na modalidade Hottest Body[27]
- 2008 - Medien eLINE Award - Premiada na modalidade Best US Actress[28]
- 2009 - F.A.M.E. Awards - Finalista na modalidade Melhor Site
- 2009 - F.A.M.E. Awards - Finalista na modalidade Atriz Favorita
- 2009 - F.A.M.E. Awards - Premiada na modalidade Hottest Body[29]
- 2009 - AVN Awards - Indicada na modalidade The Jenna Jameson Crossover Star of the Year
- 2009 - AVN Awards - Indicada na modalidade Melhor Performance Feminina do Ano
- 2009 - AVN Awards - Indicada na modalidade Melhor Cena de Menage pelo filme Kiss, Kiss (juntamente com Jenna Haze e Charles Dera
- 2009 - AVN Awards - Indicada na modalidade Best Tease Performance pelo filme Chearleaders
- 2009 - AVN Awards - Indicada na modalidade Melhor Cena Homem-Mulher pelo filme Chearleaders (juntamente com Manuel Ferrara
- 2009 - AVN Awards - Indicada na modalidade Melhor Atriz pelo filme Pirates II
- 2009 - AVN Awards - Premiada na modalidade Best Girl-Girl Sex Scene pelo filme Pirates II (juntamente com Belladonna)
- 2009 - AVN Awards - Premiada na modalidade Best All-Girl Group Sex Scene pelo filme Chearleaders (juntamente com Shay Jordan, Stoya, Adrianna Lynn, Brianna Love, Lexxi Tyler, Memphis Monroe, Sophia Santi & Priya Rai)[30]
- 2009 - Hot d'Or – Premiada na Modalidade Best American Actress pelo filme Pirates II: Stagnetti’s Revenge[31]
- 2011 - AVN Awards – Premiada na modalidade Best All-Girl Group Sex Scene pelo filme Body Heat (juntamente com Kayden Kross, Riley Steele, Katsuni & Raven Alexis)[32]
- 2011 - AVN Awards (The Fã Awards) – Premiada na Modalidade Wildest Sex Scene  pelo filme Body Heat (juntamente com Kayden Kross, Riley Steele, Katsuni & Raven Alexis)[32]
- 2012: XBIZ Award (indicada)- Female Performer of the Year.[33]

### Entrevistas
- «Entrevista exclusiva para Go Go Pornville (Fevereiro de 2009) em Português»
- «Interview with Chicago Tribune (July 2009)»
- «Interviewed by RogReviews.com January 2008»
- «Adult Industry Press»
- «Stumped? Magazine Interview»
- «Interviewed by Rogreviews.com 2004»
- «Jesse Interviewed by Rogreviews.com Jan 07»
- «Audio Interview with Adult DVD Talk Feb 07»
- «Interview from Inside the Porn Stars Studio»
- «Interview from Eros-Zine.com (April 2007)»
- «Interview from Maynard.com.au Podcast (March 2008)»
- «Interview with Adult DVD Talk Podcast (May 2008)»
- «Interview with Impulse Gamer (October 2008)»
- «Interview for Pirates 2 from Maynard.com.au Podcast (December 2008)»
- «Let's Get Naughty Show Interview with Jesse Jane»